# Coreoidea
Coreoidea Leach, 1815, è una superfamiglia di insetti pentatomomorfi (ordine Rhynchota, sottordine Heteroptera).

## Descrizione
I Coreidoidea sono insetti di medie o grandi dimensioni, con capo provvisto di occhi e ocelli, antenne e rostro di 4 segmenti. Nel torace, lo scutello è ben visibile ma di piccole dimensioni. Le zampe sono relativamente lunghe e fornite di tarsi triarticolati.
Il carattere morfologico più evidente risiede nelle emielitre e riguarda la morfologia della venatura della membrana: questa presenta molte nervature longitudinali, più o meno parallele, in generale biforcate nel tratto terminale; tutte queste nervature partono da una nervatura trasversa che si dispone alla base della membrana parallelamente alla linea di demarcazione che distingue il corio dalla membrana.
Si tratta in generale di insetti fitofagi, talvolta a spese dei semi.

## Sistematica
La superfamiglia comprende oltre 2250 specie ripartite fra le seguenti famiglie:
- Alydidae Amyot & Serville, 1843
- Coreidae Leach, 1815
- Hyocephalidae Bergroth, 1906
- Rhopalidae Amyot & Serville, 1843
- Stenocephalidae Dallas, 1852
- Trisegmentatidae Zhang, Sun & Zhang, 1994 †

La famiglia più importante è quella dei Coreidi, cosmopolita, comprendente circa 1800 specie. Pure cosmopoliti sono gli Alydidi e i Rhopalidi. Gli Stenocephalidi sono presenti nelle regioni tropicali o subtropicali dell'Africa, dell'Asia e dell'Oceania. La famiglia degli Hyocephalidi comprende infine tre sole specie, endemiche dell'Australia.